# Jerry Krause
Jerome „Jerry” Krause (ur. 6 kwietnia 1939 w Chicago, zm. 21 marca 2017 tamże) – amerykański skaut koszykarski oraz generalny menadżer. Szef Phil Jacksona, najbardziej utytułowanego trenera w historii NBA. Skonfliktowany z Michaelem Jordanem. Dwukrotny zdobywca nagrody dla najlepszego menadżera roku. 